# Jeeben
Jeeben is een ortsteil van de Duitse gemeente Beetzendorf in de deelstaat Saksen-Anhalt. De plaats ligt circa acht kilometer noordwestelijk van Klötze. Op 1 januari 2009 werd de tot dan toe zelfstandige gemeente Jeeben onderdeel van Beetzendorf.